# タラ・ストロング
タラ・ストロング（Tara Strong、1973年2月12日 - ）は、アメリカ合衆国の女優、声優。カナダ・オンタリオ州トロント出身。別名はタラ・シャレンドフ （Tara Charendoff）。夫は俳優、声優のクレイグ・ストロング。二児の母。ユダヤ教徒。

## 概要
13歳でトロントの演劇学校に入学し、舞台でデビュー。声優としてはサンリオ・アニメ世界名作劇場』のハローキティ役デビュー。
後にトロントからカリフォルニア州ロサンゼルスに移住。

### 特色
代表作は『パワーパフガールズ』のバブルス、『Oops!フェアリーペアレンツ』のティミー･ターナー、『ティーン・タイタンズ』のレイヴンなど。少年から大人の女性まで様々な役を演じられる。　2013年にパワーパフガールズCGアニメーション版のスペシャルでビートルズのリンゴスターと共演。

### 受賞・ノミネート歴
- Interactive Achievement Award2004年度キャラクターパフォーマンス賞女性部門受賞『ファイナルファンタジーX-2』（リュック役）[4]
- アニー賞
  - 1999年声優賞テレビアニメ部門候補パワーパフガールズ』（バブルス役）[4]
  - 2001年女性声優賞アニメ映画部門候補『リトル・マーメイドII Return to The Sea』（メロディ役）[4]
  - 2001年女性声優賞テレビアニメ部門候補『Oops!フェアリーペアレンツ』（ティミー・ターナー役）[4]
  - 2004年声優賞テレビアニメ部門候補『Jakers! The Adventures of Piggley Winks』（Dannon O'Mallard役）[4]
  - 2012年声優賞テレビアニメ部門候補『Oops!フェアリーペアレンツ』（ティミー・ターナー役）[4]
- デイタイム・エミー賞2006年度パフォーマー賞アニメ番組部門候補『Jakers! The Adventures of Piggley Winks』（Dannon O'Mallard役）[4]

## 出演作品

### テレビアニメ／テレビ映画
1987年
- サンリオ・アニメ世界名作劇場（ハローキティ）

1988年
- マドレーヌ  （クロエ）※スペシャル版第1作

1991年
- Wish Kid
- スーパーマリオワールド（イギー）

1993年
- X-メン（イリアナ・ラスプーチン）

1995年
- 美少女戦士セーラームーンS

1996年
- X-メン（スカーレット・ウイッチ/ワンダ・マキシモフ、サリー・ブレビンス）

1997年
- X-メン（少女）
- ザ・ニュー・バットマン・アドベンチャーズ（バーバラ・ゴードン / バットガール）
- 101匹わんちゃん（スポット）

1998年
- キング・オブ・ザ・ヒル（ビリー、ジェームズ）
- クワック・パック（スージー）
- パワーパフガールズ（バブルス、女、レポーター）
- サブリナ 麗しの魔女 in ローマの休日（グエン）

1999年
- サブリナ 麗しの魔女 in グレートバリアリーフの休日（グエン）
- HELP!おたすけエイリアンズ（ルラの声）
- パワーパフガールズ（ジュリー）
- リセス 〜ぼくらの休み時間〜（ベッキー・ベンソン）

2000年
- ファミリー・ガイ（アシュレー・オルセン、メアリー＝ケイト・オルセン）

2001年
- Oops!フェアリーペアレンツ（ティミー・ターナー）

2002年
- パワーパフガールズ（バブルス）
- 学園パトロール フィルモア（イングリッド・サード）
- キム・ポッシブル（TVレポーター）
- サムライジャック（女2）
- ジャッキー・チェン・アドベンチャー（チアガール5）

2003年
- KND ハチャメチャ大作戦（サリー･サンバン）
- サムライジャック（女王、少年、母親）
- ジャスティス・リーグ（クイーン）
- ショーリン・ショーダウン（オミ）
- スパイダーマン 新アニメシリーズ（クリスティーナ）
- ダック・ドジャース（カトゥマ・トゥイ）
- ティーン・タイタンズ（レイヴン、コール、ティーザー）
- リロ・アンド・スティッチ ザ・シリーズ

2004年
- ティーン・タイタンズ（コール、ティーザー、エラスティガール、キトゥン）
- ダニー・ファントム（エンバー・マクレイン、ペネロペ・スペクトラ）
- パワーパフガールズ（動物愛護団体のメンバー、女2）
- フォスターズ・ホーム（テレンス、母親、娘）
- リロ・アンド・スティッチ・ザ・シリーズ（エンジェル）

2005年
- キム・ポッシブル（ジョス・ポッシブル）
- ブンブン・マギー（ドーン・スワットウォーシー）
- ティーン・タイタンズ（ティーザー、コール、エラスティガール、ギズモ（2代目））
- ビリー&マンディ（ハーフェフニー・ヘッハーヘッハー、女4）
- ファミリー・ガイ（メグ・グリフィンの歌声）
- ベン10（ベンジャミン（ベン）・テニスン、アップグレード）

2006年
- ジャスティス・リーグ・アンリミテッド（ジョニー）
- ティーン・タイタンズ（ジンクス（2代目））
- リロイ・アンド・スティッチ（エンジェル）

2007年
- チャウダー（トリュフ）
- トランスフォーマー アニメイテッド（サリ・サムダック、テレトラン1）
- ベン10 オムニトリックスの秘密（ベンジャミン（ベン）・テニスン）
- ビリー&マンディ（学生3）
- プーさんといっしょ（ポーキュパイン）
- ブーンドックス（シンディ）

2008年
- パワーパフガールズ（バブルス）
- ウルヴァリン・アンド・ジ・X-メン（マロウ、ダスト）
- トランスフォーマー アニメイテッド（スロー・モー、カーリー、ダニエル、男の子、受付ロボット、秘書）
- ベン10 エイリアンフォース（アテア王女）

2009年
- トランスフォーマー アニメイテッド（レッド・アラート、ストライカ）
- バットマン:ブレイブ&ボールド（ハントレス、ビリー）

2010年
- ベン10 アルティメット・エイリアン（ベン・テニスン（10歳）、セレナ）
- マイリトルポニー〜トモダチは魔法〜（トワイライトスパークル）※会話時

2012年
- ベン10 オムニバース （ベン・テニスン）

2014年
- パワーパフガールズ：ダンスパンツにご用心！（バブルス、声の追加）

2018年
- スカイランダーズ・アカデミー（ココ・バンディクー）

2020年
- ベイビーシャーク・ビッグ・ショー（スイッチ）

### 映画
1998年
- もののけ姫（カヤ）

2002年
- パワーパフガールズ ・ムービー（バブルス）
- 千と千尋の神隠し（坊）

2007年
- TMNT（母親）※登場シーンカット

2012年
- テッド（おもちゃのテッドの声）[5]

2013年
- マイリトルポニー: エクエストリア・ガールズ（トワイライトスパークル）※会話時

2014年
- マイリトルポニー: エクエストリア・ガールズ - 虹の冒険（トワイライトスパークル）

2015年
- マイリトルポニー: エクエストリア・ガールズ - フレンドシップ・ゲーム（サイトワイ）

2016年
- マイリトルポニー: エクエストリア・ガールズ - エバーフリーの伝説（サイトワイ）

2023年
- ガーディアンズ・オブ・ギャラクシー:VOLUME 3（メインフレーム）

### OVA
1998年
- 宇宙の騎士テッカマンブレードII（ユミ・フランソワ/テッカマンイーベル）
- スクービー・ドゥーのゾンビ島（リナ）

2000年
- バットマン・ザ・フューチャー 甦ったジョーカー（バットガール）
- リトル・マーメイドII Return to The Sea（メロディ）

2003年
- 101匹わんちゃんII パッチのはじめての冒険
- リセス 〜ぼくらのちびっこ大戦争〜

2005年
- ザ・バットマン VSドラキュラ（ヴィッキー・ヴェール）

2006年
- スーパーマン ブレイニアック・アタック（マーシー・グレイブス）
- スチュアート・リトル3 森の仲間と大冒険（ブルク）

2007年
- ティーン・タイタンズ 東京で大ピンチ!（レイブン、コンピューター）

2008年
- マスター・ファイブの秘密（マスタータイガー）
- リトル・マーメイドIII はじまりの物語（アデーラ、アンドリーナ）

2009年
- ワンダー・ウーマン（アレクサ）

2011年
- 勇者ソー 〜アスガルドの伝説〜（シフ）

### ゲーム
- カートゥーン ネットワーク・レーシング（バブルス）
- killer7（楓墨州）
- キングダム ハーツII（リュック）
- ぐるみん
- ジャック×ダクスターシリーズ
  - Jak 3（ケイラ、シーム）
  - Jak X: Combat Racing（ケイラ）
  - ジャック×ダクスター 〜エルフとイタチの大冒険〜（ケイラ）
- 新 鬼武者 DAWN OF DREAMS（阿倫）
- テイルズ オブ シンフォニア（プレゼア・コンバティール）
- ティーン・タイタンズ（レイブン）
- トランスフォーマー アニメイテッド・ザ・ゲーム（サリィ・サムダック）
- NINJA GAIDEN（レイチェル）
- NINJA GAIDEN Σ（レイチェル）
- NINJA GAIDEN Σ2（レイチェル/サンジ）
- バットマン：ヴェンジェンス（バーバラ・ゴードン / バットガール）
- バットマン：ミステリー・オブ・ザ・バットウーマン（バーバラ・ゴードン）
- バットマン：ライズ・オブ・シンツー（バーバラ・ゴードン / バットガール）
- ビューティフル・ジョー：レッド・ホット・ランブル（キャプテン・ブルー・ジュニア）
- ブルードラゴン（クルック）
- ファイナルファンタジーX（リュック）
- ファイナルファンタジーX-2（リュック）
- みんなのGOLF4
- メタルギアソリッド ポータブル・オプス（ウルスラ、エリサ）
- メタルギアソリッドV グラウンド・ゼロズ（パス・オルテガ・アンドラーデ)
- スパイロ・ア・ヒーローズ・テイル（パックル、エンバー、フレイム、ブリンク、追加の声）
- ラチェット&クランクシリーズ
  - ラチェット&クランク FUTURE（タルウィン・アポジー）
  - ラチェット&クランク FUTURE外伝 海賊ダークウォーターの秘宝（タルウィン・アポジー）
- ロストオデッセイ（セス）
- ノーモア★ヒーローズ2 デスパレート・ストラグル（クロエ・ウォルシュ、マーガレット・ムーンライト）
- MARVEL VS. CAPCOM 3 Fate of Two Worlds（X-23）
- スカイランダース・ジャイアンツ （フラッシュウィング、追加の声）
- 戦場のヴァルキュリア3（リディア・アグーテ）
- ロリポップチェーンソー（ジュリエット・スターリング）

### 吹き替え
1999年
- ブラック・マスク 黒侠

### テレビドラマ
1989年
- Mosquito Lake（タラ・ハリソン）

1998年
- サブリナ（モリー）

2021年
- ロキ（ミス・ミニッツ）

## アニメで歌った曲
- パワーパフガールズ

「LOVE MAKES THE WORLD GO ROUND」（邦題：「愛が世界を動かすの」）
「Bubbles' Coloring Song」（邦題：「バブルスの絵描き歌」）
「Debby Ryan - Deck the Halls」
「We Three Girls」
「Sleepover II」
「The Powerpuff Girls Main Theme」(エンディングのフルバージョン)
「キーン先生の歌」
「3 Little Townsville Girls」
「 See Me, Feel Me, Gnomey」　（邦題：「バラ色の人生」ロックオペラ）
「Music」（マドンナの曲のカバー）
「Don't Call Me Baby」（マディソンアベニューの曲のカバー）